# Архангельское (Ставропольский край)
Арха́нгельское — село в Будённовском муниципальном округе Ставропольского края России.

## География
Архангельское расположено вдоль реки Кумы, на открытом месте и только с юго-восточной стороны защищено небольшой возвышенностью. Село прилегает к дороге федерального значения Кочубей — Зеленокумск — Минводы.
На юго-западе: посёлок Терек
На западе: озеро Сляглое, посёлок Плаксейка, канал Плаксейка
Расстояние до краевого центра: 173 км.
Расстояние до районного центра: 18 км.
Площадь поселения: 13,24 км².

## История
Населённый пункт основан в 1839—1840 годах (по другим данным в 1840 году) как небольшой хутор, до 1917 года именовавшийся Цыгановкой (по другим данным, отсёлок Цыганский был отчислен от села Прасковеи и назван селом Архангельским в 1848 году). Название дано оттого, что до прихода поселенцев, на этом месте планировалось поселить цыган (по А. И. Твалчрелидзе). С построением первого православного храма в честь Архангела Михаила село назвали Архангельским. Первыми поселенцами были государственные крестьяне — выходцы из Рязанской, Пензенской, Харьковской и Орловской губерний. Основным занятием было земледелие и скотоводство.
Село было административным центром Архангельской волости.
В 1892 году во время эпидемии холеры умерло 157 человек.
В 1935—1953 годах являлось административным центром Архангельского района.
С 21 августа 1942 года по 11 января 1943 года оккупировано немцами.
В начале сентября 1942 года карательный отряд гестапо прибыл из города Будённовска произвел массовые аресты, учинял пытки, насилия и издевательства и расстрелял 51 мирного жителя, в том числе значительное количество детей (21 человек) и стариков. 14 сентября 1942 года «немецкие солдаты и офицеры и ставленники оккупантов, полицейские, собрали в помещении полиции всех жителей села еврейского происхождения, 48 человек разного возраста, от грудного ребёнка, находящегося на руках у родителей, до глубоких стариков и среди белого дня прогнали через центральные улицы села на скотомогильник, где их заставили самим себе выкопать ямы-могилы, после чего методично, по маленьким группам, короткими очередями из автомата они были расстреляны».
До 16 марта 2020 года село образовывало упразднённое сельское поселение село Архангельское.

## Население
| 1897  | 1903  | 1925    | 1939  | 1989  | 2002  | 2010  | 2011  | 2012  |
| ----- | ----- | ------- | ----- | ----- | ----- | ----- | ----- | ----- |
| 8439  | ↗9558 | ↗10 560 | ↘6224 | ↘4259 | ↗5125 | ↘4891 | ↗4897 | ↘4843 |
| 2013  | 2014  | 2015    | 2016  | 2017  | 2018  | 2019  | 2020  | 2021  |
| ↘4824 | ↘4776 | ↗4799   | ↗4884 | ↗4916 | ↗4927 | ↗4935 | ↘4913 | ↗5038 |

Национальный состав
По итогам переписи населения 2010 года проживали следующие национальности (национальности менее 1 %, см. в сноске к строке «Другие»):
| Национальность | Численность | Процент |
| -------------- | ----------- | ------- |
| Русские        | 3817        | 78,04   |
| Даргинцы       | 554         | 11,33   |
| Турки          | 169         | 3,46    |
| Армяне         | 75          | 1,53    |
| Табасараны     | 71          | 1,45    |
| Другие         | 205         | 4,19    |
| Итого          | 4891        | 100,00  |

## Упразднённое сельское поселение село Архангельское
Местное самоуправление
- Совет депутатов сельского поселения Село Архангельское, состоит из 11 депутатов, избираемых на муниципальных выборах по одномандатным избирательным округам сроком на 5 лет.
- Администрация сельского поселения Село Архангельское

Главы поселения:
- Кондратьев Виктор Алексеевич (c 2000 года)
- Карпов Владимир Викторович[31]

## Инфраструктура
- Центр культуры, досуга и спорта
- Библиотека. Открыта 25 сентября 1948 года[32]
- Музей истории села Архангельского
- Больнично-амбулаторное объединение села Архангельского и пункт скорой медицинской помощи. Упоминается с 1953 года[33]
- Будённовский лесхоз
- Аварийно-спасательное формирование «Спасатель»
- Ветеринарный участок Будённовской районной станции по борьбе с болезнями животных. Открыт 21 мая 1896 года как Архангельский ветеринарный участок № 28 ветеринарной службы Ставропольской губернии[34]
- В границах села расположено общественное открытое кладбище (площадь участка 20 тыс. м²)[35]

## Образование
- Детский сад № 3 «Теремок»
- Детский сад № 22 «Виктория»
- Детский сад № 31 «Ручеёк»[36]
- Средняя общеобразовательная школа № 6 на 1050 мест
- Архангельская детская школа искусств. Открыта в 1981 году[37]
- Детский оздоровительно-образовательный центр им. Ю. А. Гагарина

## Экономика
На территории села расположено более 30 предприятий, организаций и учреждений, зарегистрировано более 50 индивидуальных предпринимателей.
- СПК «Архангельский» (одно из крупнейших сельскохозяйственных предприятий района[6]), занимающийся производством зерновых культур и животноводством. Открыт 1 апреля 1957 года как совхоз «Архангельский»[38]
- СПК «Овощевод», основной отраслью которого является овощеводство, плодоводство и животноводство
- СПК «Плаксейский», специализирующийся на рыборазведении
- ООО «Вина Прикумья — 2000»
- Совхоз «Будённовский». Упоминается в 1975—1991 годах[33]
- Колхоз им. Молотова. Упоминается в 1952—1957 годах[33]
- Колхоз им. Сталина. Ликвидирован в 1955 году[33]
- Колхоз «Земледелец». Упоминается в 1944-1949 годах[33]
- Колхоз «Красная нива». Упоминается в 1946-1949 годах[33]
- Колхоз «Красный пахарь». Упоминается в 1946-1952 годах[33]
- Колхоз «Первомайский». Упоминается в 1948-1951 годах[33]
- Архангельская МТС. Упоминается с 1943 года. Ликвидирована в 1957 году[33]
- Архангельское лесничество. Упоминается в 1952-1956 годах[33]

## Русская православная церковь
- Храм в честь Архангела Михаила[39]
- Памятнику Михаилу Архангелу – покровителю села Архангельское. Установлен 20 июля 2002 года[40]

## Люди, связанные с селом
- Савин, Иван Алексеевич (1953, село Архангельское — 1995) — командир 131-й отдельной мотострелковой бригады, полковник, Герой Российской Федерации
- Сорокин, Юрий Валерьевич (род. 1972) — российский военный, участник Кавказских войн, Герой Российской Федерации
- Минаев Иван Николаевич (род.1910 - пропал без вести 10.1941) - красноармеец.

## Памятники
- Обелиск. Площадь Семёнова[41]
- Братская могила односельчан, погибших в годы гражданской войны. 1919, 1973 гг[42]
- Памятник воинам-землякам, погибшим в годы гражданской и Великой отечественной войн. 1973 г.[43]